# Lune rouge
Pour plus de détails, voir Fiche technique et Distribution.
Lune rouge (titre original : China Moon) est un film américain écrit par Roy Carlson et réalisé par John Bailey, tourné en 1990, mais sorti en salles seulement en 1994.

## Synopsis
Kyle Modine, policier aguerri qui fait équipe avec le jeune Lamarr Dickey, tombe sous le charme d'une femme mariée, Rachel Munro. Celle-ci est maltraitée par son riche mari adultère. Kyle essaie de convaincre Rachel de divorcer ; mais un soir, elle tire sur son époux qui l'a frappée.

## Fiche technique
- Titre : Lune rouge
- Titre original : China Moon
- Réalisation : John Bailey
- Scénario : Roy Carlson
- Photographie : Willy Kurant
- Montage : Carol Littleton, Jill Savitt
- Musique : George Fenton
- Direction artistique : Robert W. Henderson
- Décors : Don K. Ivey
- Costumes : Vicki Graef, Elizabeth McBride
- Producteur : Barrie M. Osborne, Carol Kim (producteur associé) et Roy Carlson (producteur associé)
- Société de production : Tig Productions
- Pays de production :  États-Unis
- Langue : Anglais
- Tournage : du 8 octobre 1990 au 17 décembre 1990 dans différents lieux de Floride
- Format : Couleur — 35 mm — 2,35:1 — Son : Dolby Stereo
- Genre : Film dramatique, Film policier, Thriller
- Durée : 99 minutes (1 h 39)
- Dates de sortie :
  - États-Unis : janvier 1994 (Festival international du film de Palm Springs) / 4 mars 1994 (sortie nationale)
  - France : 12 juillet 1995

## Distribution
- Ed Harris (VF : Patrice Baudrier) : Kyle Bodine
- Madeleine Stowe : Rachel Munro
- Charles Dance : Rupert Munro
- Patricia Healy : Adele
- Benicio del Toro (VF : Jérôme Keen) : Lamar Dickey
- Tim Powell : Fraker
- Pruitt Taylor Vince : Daryl Jeeters
- Rob Edward Morris : Pinola
- Theresa Bean : Felicity Turner
- Special K. McCray :  Bunny (comme Special 'K' McCray)
- Robert Burgos : Harlan James
- Clifton Jones : Docteur Ocampo
- Larry Shuler : Le patrouilleur
- Paul Darby : Le photographe
- Allen Prince : L'assistant
- Gregory Avellone : Le barman
- Sandy Martin : La vendeuse d'armes
- Joseph E. Louden : Le détective
- Janis Benson : La secrétaire de Rupert
- Peggy O'Neal : La réceptionniste
- Buddy Dolan : Le sergent
- Sam Myers : Blues Band
- Anson Funderburgh : Blues Band
- Matt McCabe : Blues Band
- Jim Milan : Blues Band
- Danny Cochran : Blues Band
- Rob Koch : Le serveur
- Roger Aaron Brown : Le capitaine de police
- Michael McDougal : Le shérif
- Steve Zurk : Le patrouilleur du quartier général
- Terrie Jameson : La patrouilleuse
- Marc Macaulay (en) : Le technicien
- Ralph Wilcox : Le technicien en balistique